# Dabo (Mali)
Dabo is een gemeente (commune) in de regio Koulikoro in Mali. De gemeente telt 11.600 inwoners (2009).